# بوناویستا (بوکایا)
بوناویستا (انگلیسی: Buenavista, Boyacá) یک منطقه مسکونی در کشور کلمبیا است.